# Công ty Cổ phần Công nghệ Tinh Vân
Công ty Cổ phần Công nghệ Tinh Vân (tên giao dịch tiếng Anh: Tinhvan Technologies JSC hoặc Tinhvan Group) là một công ty phần mềm lớn ở Việt Nam.

## Lịch sử
Công ty Tinh Vân thành lập năm 1997, tiền thân là Phòng thí nghiệm mạng Netlab – Viện Công nghệ Vi điện tử.
Từ khi mới thành lập, Công ty Tinh Vân đã được biết đến như một công ty tiên phong trong lĩnh vực phần mềm, đặc biệt các phần mềm trên web. Mạng IT2000 của Ban chỉ đạo chương trình Quốc gia về CNTT do công ty xây dựng được coi là một trong những hệ thống Intranet đầu tiên ở Việt Nam, khi mà ở Việt Nam chưa có đường kết nối ra Internet. Các dịch vụ như chat, forum, từ điển trực tuyến, tìm kiếm tiếng Việt đã được triển khai trên hệ thống mạng này từ 1996–1997.

## Cơ cấu tổ chức
Công ty Tinh Vân có trụ sở chính ở Hà Nội, một chi nhánh tại Thành phố Hồ Chí Minh, đã phát triển thành mô hình tập đoàn công nghệ với sáu công ty thành viên gồm:
Tổng số nhân viên của cả Tinhvan Group cho tới thời điểm cuối năm 2011 là gần 500 người.

## Thành tích
Các giải pháp phần mềm của Công ty Tinh Vân hiện đang được ứng dụng rộng rãi tại các bộ, ngành, địa phương, các đại học, viện nghiên cứu, các trung tâm thông tin, thư viện... và nhiều năm liên tục được trao tặng các giải thưởng chuyên ngành như Sao Khuê (của Hiệp hội doanh nghiệp phần mềm VINASA và Bộ BCVT), Cúp vàng CNTT-TT (Hội Tin học Việt Nam), Huy chương vàng Đơn vị phần mềm (của Hội tin học Thành phố Hồ Chí Minh), Giải thưởng CNTT-TT thành phố Hồ Chí Minh, Giải thưởng chất lượng (Bộ BCVT), bằng khen về những thành tích xuất sắc trong sản xuất, kinh doanh, phát triển công nghiệp phần mềm và Công nghiệp nội dung số (Bộ BCVT), bằng khen cho giải pháp phần mềm nghiệp vụ chuyên ngành xuất sắc (Bộ Thông tin và Truyền thông), Bằng khen của Bộ trưởng Bộ Thông tin và Truyền thông vì những đóng góp cho ngành CNTT-TT 
Công ty Tinh Vân cũng đóng góp cho cộng đồng bằng công cụ tìm kiếm miễn phí Vinaseek, mạng Thư viện Việt Nam thuvien.net., dịch vụ tìm kiếm Xalo.vn, tuy nhiên đến nay tất cả đều đã đóng cửa.
Công ty Tinh Vân cũng là một trong số ít Công ty phần mềm tại Việt Nam có đầy đủ 3 chứng chỉ về Quản lý chất lượng: ISO 2001:2008, ISO 27001:2005  và CMMi level 3.
Năm 2014, Công ty Tinh Vân được đưa vào danh sách 30 doanh nghiệp CNTT hàng đầu Việt Nam (Vietnam's 30 Leading IT companies 2014) do Hiệp hội Phần mềm và dịch vụ CNTT (VINASA) bình chọn.

## Một số phần mềm tiêu biểu
Công cụ tìm kiếm Vinaseek cũng là một máy truy tìm dữ liệu đầu tiên của Việt Nam. Vinaseek phép người dùng Internet có thể tìm kiếm trên các trang tiếng Việt, không phụ thuộc vào bảng mã của các website cũng như bảng mã của người sử dụng. Cho đến khi Google phát triển mạnh ở Việt Nam, đồng thời các trang web ở Việt Nam dần chuyển sang mã Unicode, lợi thế của Vinaseek đã không còn, và người dùng ít sử dụng dịch vụ này. Công ty Tinh Vân đã nghiên cứu để phát triển tiếp một công cụ tìm kiếm tiếng Việt khác, nhằm cạnh tranh với Google.
Libol (viết tắt của Library Online) cũng là sản phẩm đầu tiên trong nước cho phép quản lý thư viện một cách tổng thể. Khi đó, các thư viện trong nước chủ yếu dùng phần mềm CDS/ISIS do UNESCO tài trợ. Libol được trao Cúp vàng CNTT-TT của Hội tin học Việt Nam , giải thưởng Sao Khuê của VINASA.
Giải pháp Cổng thông tin điện tử TVIS (Tinh Van I-portal Solutions) là giải pháp cho phép xây dựng các website, cổng thông tin điện tử trên nền của các portal hiện đại như ZOPE/Plone, Oracle Application Server, Microsoft SharePoint...Giải pháp này được cung cấp cho Cổng thông tin Quốc hội , Trung tâm giao dịch CNTT-TT Đà Nẵng, Cổng thông tin điện tử tỉnh Thái Bình ...
Giải pháp quản lý nguồn nhân lực HiStaff (do Công ty Cổ phần tư vấn Quản trị doanh nghiệp Tinh Vân – Tinhvan Consulting triển khai) là giải pháp tổng thể, quản trị xuyên suốt từ khâu tuyển dụng, thử việc, quá trình công tác, đào tạo, đánh giá năng lực nhân viên, chấm công, tính lương và các khoản phúc lợi cho đến thôi việc. Giải pháp này hai năm liền được trao Cúp vàng CNTT-TT Việt Nam trong lĩnh vực Phần mềm đóng gói, phần mềm thương phẩm: năm 2008  và 2009 . Ngoài ra, HiStaff còn nhận được giải thưởng Sao Khuê do VINASA trao tặng trong 2 năm liền: 2008, 2009 
Giải pháp Cổng thông và dịch vụ giải trí trên Điện thoại di động MOZA: Tích hợp tất cả các dịch vụ trên một ứng dụng duy nhất trên Điện thoại di động: xem tin tức, tải nhạc chuông, hình ảnh, thông tin thị trường.
Năm 2008, Tinhvan Group đã cho ra mắt bản beta công cụ tìm kiếm (search engine) mới với tên gọi Xalo.vn. Vào ngày 30/09/2008, đã diễn ra lễ khai trương Máy tìm kiếm tiếng Việt Xalo.vn với sự tham gia và nhấn nút khai trương của TS Nguyễn Minh Hồng, thứ trưởng Bộ TT-TT, TS Nguyễn Văn Lạng, thứ trưởng Bộ KH&CN và trung tướng TS Đỗ Xuân Thọ Chủ tịch Hội Tin học Việt Nam.